# 天主教鲁昂总教区

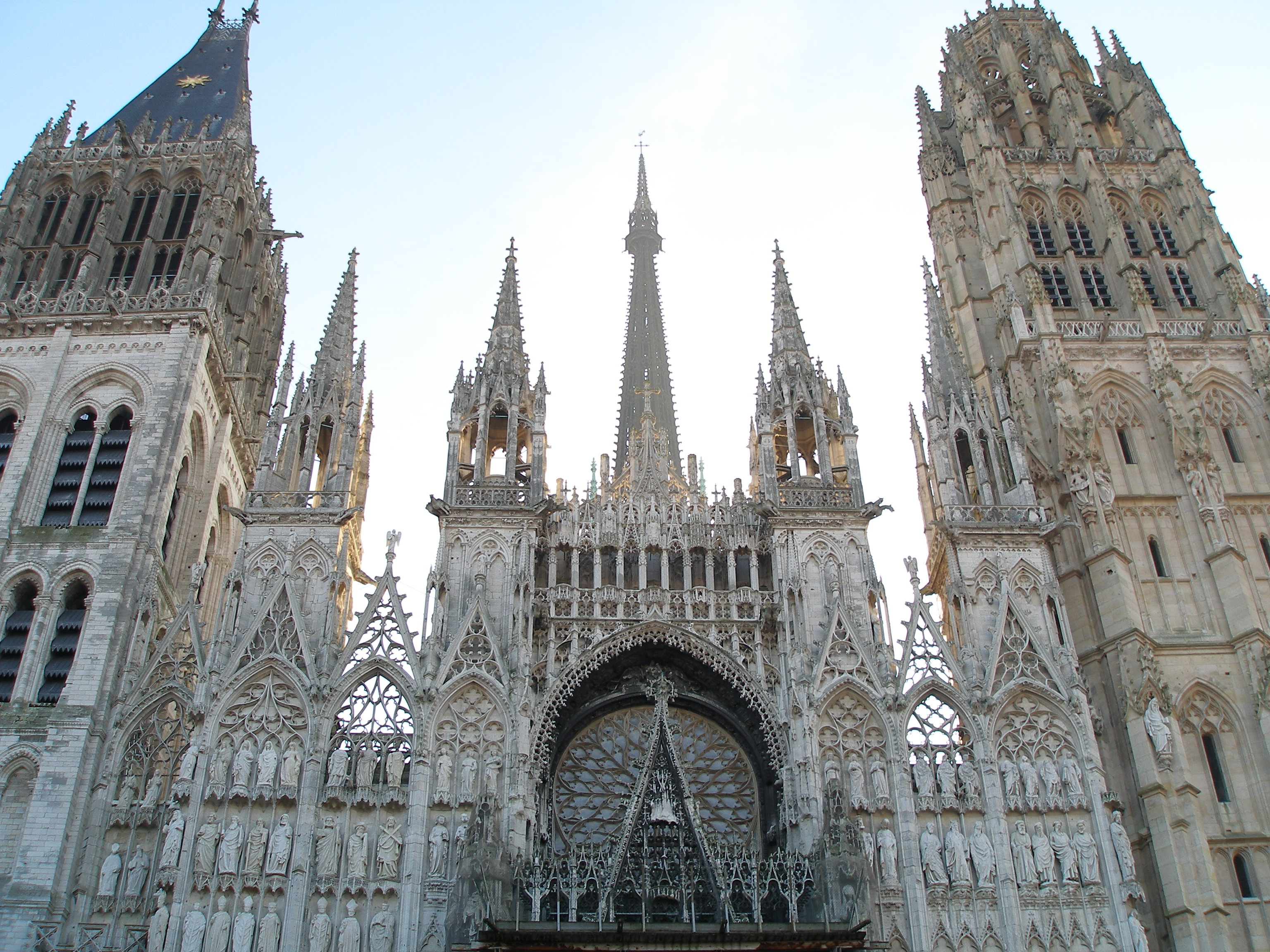
鲁昂主教座堂

天主教鲁昂总教区是天主教會在法国设立的23个总教区之一，教区本身的范围相当于滨海塞纳省减去勒阿弗尔专区，鲁昂教省的范围则相当于上诺曼底和下诺曼底2个大区，包括巴约、库唐斯、埃夫勒、勒阿弗尔和塞5个附属教区。鲁昂大约在744年升格为总教区。盧昂總教區總主教擁有「諾曼第首席主教」的頭銜。
鲁昂主教座堂是建于13世纪的哥特式教堂，在二战中受到严重损坏，战后重建。